# Something Like Human
Something Like Human è il secondo album in studio del gruppo musicale statunitense Fuel, pubblicato il 19 settembre 2000.

## Tracce
1. Last Time – 3:42
2. Hemorrhage (In My Hands) – 3:56
3. Empty Spaces – 3:25
4. Scar – 3:16
5. Bad Day – 3:15
6. Prove – 2:54
7. Easy – 4:26
8. Down – 3:32
9. Solace – 2:57
10. Knives – 3:18
11. Innocent – 3:40
12. Slow – 4:23

### Riedizione
1. Hemorrhage (In My Hands) (versione acustica) – 3:52
2. Daniel (cover di Elton John) – 4:29
3. Going to California (cover dei Led Zeppelin) – 3:52

### Tracce bonus disc
1. Hemorrhage (In My Hands) (versione acustica) – 3:52
2. Daniel – 4:29
3. Going to California – 3:52
4. Walk the Sky – 3:18
5. Hemorrhage (In My Hands) (video musicale) – 3:52
6. Innocent (video musicale) – 4:23